# هند بنت أسيد الأنصاري
هند بنت أُسَيد بن حُضير الْحُضَيْر الأنصاريَّة الأشهلية، صحابية جَليلة ومُحدثة من رواة الحديث وهي ابنة الصحابي الجَّليل أسيد بن حضير، اعتنقت الإسلام عندما إعتنقه والِدها.

## روايتها
لها ذكر في حديث محمد بن عبد الرحمن بن سعد، قال ابن الأثير: ولم يزد ابن منده، وأبو نعيم على هذا.
قال أبو عمر:
روى عنها أبو الرجال، عن النبي صَلَّى الله عليه وسلم أنه كان يَخطب بِالقرآن، قالت: وما تعلمت: {ق وَالْقُرْآنِ الْمَجِيدِ} إلا من كثرة ما كنتُ أسمعها منه، يخطب بها على المنبر.